# Danthorpe
Danthorpe är en by i civil parish Elstronwick, i distriktet East Riding of Yorkshire, i grevskapet East Riding of Yorkshire, i England. Byn är belägen 6 km från Hedon. Danthorpe var en civil parish 1866–1935 när blev den en del av Elstronwick. Civil parish hade 52 invånare år 1931. Byn nämndes i Domedagsboken (Domesday Book) år 1086, och kallades då Danetorp.